# Fiamma Sanò
Fiamma Sanò (Roma, 20 dicembre 1979) è una giornalista e autrice televisiva italiana.
Firma de Il Messaggero e di Grazia e anche volto de L'AltroFestival di RaiPlay, è conosciuta nell'ambiente professionale come giornalista trasversale e imprevedibile.

## Biografia
Fiamma Sanò nasce a Roma il 20 dicembre 1979 da padre ingegnere romano e madre bresciana. 
Da bambina ha lavorato come doppiatrice. Si laurea in lettere moderne all'Università degli Studi La Sapienza di Roma con una tesi in Storia Contemporanea sul caso Lockheed nella stampa italiana con relatore il professor Vittorio Vidotto. Inizia a lavorare già alla fine del liceo classico nel 1998, occupandosi di cronaca locale e mondana per il mensile free press Parioli Pocket.
Da sempre appassionata di musica, moda, costume e nuove tendenze, si trasferisce definitivamente a Milano nel 2003 e nel 2007, subito dopo essere diventata giornalista professionista, entra nella redazione di Vogue Italia.
Negli anni del giornalismo di moda (2004-2012) collabora anche con altre testate del gruppo Condé Nast (L'Uomo Vogue, Vogue Sposa, Vogue.it, Vanity Fair) e con il settimanale di Mondadori Donna Moderna. Per Elle e L'Espresso si occupa di temi sociali legati all'universo femminile. Con il blog Ricomincio dal Cavolo (chiuso nel 2016) sul sito La Cucina del Corriere della Sera, ottiene una certa esposizione mediatica sul web.
Dal 2011 intraprende la carriera freelance, occupandosi d'ora in poi principalmente di spettacoli e interviste, ma continuando a lavorare anche su inchieste di costume e attualità.
In particolare per il settimanale Grazia da quando nel 2013 viene chiamata a collaborare dalla direttrice Silvia Grilli.
Dal 2017 scrive per la sezione Macro, Cultura e Spettacoli del quotidiano romano Il Messaggero (caporedattore Andrea Scarpa) e segue gli spettacoli - televisione e musica - da Milano.
Durante un'intervista a Fiamma Sanò per Il Messaggero Eros Ramazzotti rivela di avere dedicato la sua canzone Più bella cosa non a Michelle Hunziker, ma all'organo sessuale femminile.
Parallelamente all'attività giornalistica sulla carta stampata, porta avanti anche la carriera televisiva, con diverse collaborazioni come giornalista, consulente e autrice.
Nel 2020 passa in video al fianco di Nicola Savino a L'AltroFestival di RaiPlay durante il 70º Festival di Sanremo, in qualità di giornalista e inviata.

## Giornalismo
- Il Messaggero
- Grazia
- Donna Moderna
- Vogue Italia
- L'Uomo Vogue
- Vanity Fair
- Elle
- L'Espresso
- La cucina de Il Corriere della Sera
- Vogue Russia
- Interview Russia
- L'Officiel[18][19]
- Urban Kids[20]

## Televisione
- L'AltroFestival di Nicola Savino (RaiPlay)
- The Real (TV8)[21]
- Donna Moderna Live (La5)
- Presadiretta (Rai3)
- Oltremoda (Rai1)

## Pubblicazioni
- Moda, Storie e Stili (ed. 24 Ore Cultura), enciclopedia illustrata della moda, a cura di Arianna Piazza[22]
- AZ Il Nuovo Vocabolario della Moda Italiana (ed. La Mandragora, con La Triennale e Politecnico Design Milano), a cura di Paola Bertola e Vittorio Linfante[23]

## Altre attività
È l'editor del libro autobiografico Lo Sbiancamento dell'Anima (Mondadori, 2019) di Rocco Tanica (Sergio Conforti, Elio e le Storie Tese).
È la voce femminile dell'expansion pack italiano Passengers-FX 2020 del videogioco simulatore di volo Microsoft Flight Simulator, insieme a Rocco Tanica, voce maschile.
Appare nel videoclip musicale del brano Buongiorno Buona Fortuna dei Perturbazione feat. Dente, ed è stata la stylist del videoclip del brano La Vita Com'è di Max Gazzè, entrambi diretti dal regista Jacopo Rondinelli.
È membro della giuria di Musicultura 2020.
Ha curato Samsung District Live, ciclo di concerti durante la prima edizione di Milano Music Week.

## Vita privata
È sentimentalmente legata al regista e direttore creativo di videogiochi Massimo Guarini.